# المعتقلون دون السن القانوني في غوانتانامو
اعتقلت الولايات المتحدة 15 معتقلا دون السن القانوني في معتقل غوانتانامو وفقًا لدراسة أجرتها جامعة كاليفورنيا في ديفيس سنة 2011، بينما أقرت وزارة الخارجية الأمريكية باعتقال 12 فقط دون السن القانوني، تُعرّف وزارة الدفاع الأمريكية القصر في غوانتانامو بأنهم من دون سن 16 عامًا، في حين أن القانون الدولي يعرف القصر بأنهم من دون سن 18 عامًا. اعتُقل ثلاثة ممن دون 16 سنة في معسكر إغوانا، أما البقية كانوا بين 16 و18 سنة وتم معاملتهم معاملة الكبار. يُعتبر عمر خضر الكندي المصري واحد من أصغر معتقلي غوانتانامو حيث قُبض عليه وعمره 15 سنة، ونُقل إلى غوانتانامو وعمره 16 سنة.

## التقرير المُرسل إلى الأمم المتحدة
في 15 مايو, 2008 نشر الاتحاد الأمريكي للحريات المدنية تقريرًا قدمته إدارة بوش إلى لجنة حقوق الطفل بالأمم المتحدة، وذكر التقرير أن الولايات المتحدة الأمريكية ألقت القبض على 2500 معتقل دون السن القانوني (2400 منهم في العراق)، وأن عشرة منهم تقريبًا اعتُقلوا في قاعدة باغرام في أفغانستان وثمانية منهم في معتقل غوانتانامو.

## القائمة
حسب وثائق وزارة الدفاع، هناك 15 معتقلا دون السن القانوني وهم:
| الاسم                     | رقم الاعتقال | الصورة | تاريخ الميلاد  | تاريخ الاعتقال | العمر   |
| ------------------------- | ------------ | ------ | -------------- | -------------- | ------- |
| محمد إسماعيل              | 930          |        | 1988           | 7 فبراير 2002  | 13 - 14 |
| أسد الله                  | 912          |        | 1988           | -- ديسمبر 2002 | 13 - 14 |
| نقيب الله                 | 913          |        | 1988           | -- يناير 2003  | 14 - 15 |
| محمد الغراني              | 269          |        | 1986           | 9 فبراير 2002  | 15 - 16 |
| محمد عمر                  | 540          |        | 1986           | 11 يونيو 2002  | 15 - 16 |
| شمس الله                  | 783          |        | 1986           | 27 أكتوبر 2002 | 15 - 16 |
| عمر خضر                   | 766          |        | 19 سبتمبر 1986 | 27 أكتوبر 2002 | 16      |
| يوسف الشهري               | 114          |        | 8 سبتمبر 1985  | 16 يناير 2002  | 16      |
| عبد الصمد                 | 911          |        | 1986           | 06 فبراير 2003 | 16 - 17 |
| عبد القدوس                | 929          |        | 1986           | 07 فبراير 2003 | 16 - 17 |
| إبراهيم عمر علي العمر     | 585          |        | 1985           | 15 يونيو 2002  | 16 - 17 |
| عبد السلام الشهري         | 132          |        | 14 ديسمبر 1984 | 20 يناير 2002  | 17      |
| ياسر طلال الزهراني        | 93           |        | 22 سبتمبر 1984 | 20 يناير 2002  | 17      |
| خليل رحمن حافظ            | 301          |        | 20 فبراير 1984 | 07 فبراير 2002 | 17      |
| عبد الرزاق إبراهيم الشريخ | 67           |        | 18 يناير 1984  | 17 يناير 2002  | 17      |

بالإضافة إلى ذلك، ووفقًا لتقرير جامعة كاليفورنيا في ديفيس، فهناك 6 معتقلين آخرين كان عمرهم 17 سنة أثناء نقلهم للمعتقل، وهم:
| الاسم              | رقم الاعتقال | الصورة | تاريخ الميلاد | تاريخ الاعتقال | العمر   |
| ------------------ | ------------ | ------ | ------------- | -------------- | ------- |
| محمد جواد          | 900          |        | 1985          | 6 فبراير 2003  | 17 - 18 |
| قاري اسمهات الله   | 591          |        | 1984          | 10 يونيو 2002  | 17 - 18 |
| سجين أورايمان      | 545          |        | 1984          | 13 يونيو 2002  | 17 - 18 |
| فارس مسلم الأنصاري | 253          |        | 1984          | 17 يونيو 2002  | 17 - 18 |
| بيتا محمد          | 908          |        | 1984          | 5 أغسطس 2002   | 17 - 18 |
| محبوب رحمن         | 1052         |        | 1985          | 21 نوفمبر 2003 | 17 - 18 |

## وصلات خارجية
- WikiLeaks and the 22 Children of Guantánamo Andy Worthington
- U.S. Has Detained 2,500 Juveniles as Enemy Combatants
- Guantánamo: pain and distress for thousands of children